# Таранушине
Тарану́шине — село в Україні, у Балаклійському районі Харківської області. Населення становить 51 осіб. До 2020 орган місцевого самоврядування — Яковенківська сільська рада.
Село постраждало внаслідок геноциду українського народу, проведеного урядом СССР в 1932—1933 роках, кількість встановлених жертв в Яковенковому, Таранушиному, Калинівці, Дудникові — 505 людей.

## Географія
Село Таранушине розташоване на обох берегах річки Хрести біля впадання її в річку Середня Балаклійка. Є міст. За 0,5 км знаходиться село Калинівка.

## Історія
12 червня 2020 року, відповідно до Розпорядження Кабінету Міністрів України  № 725-р «Про визначення адміністративних центрів та затвердження територій територіальних громад Харківської області», увійшло до складу Балаклійської міської територіальної громади.
19 липня 2020 року, в результаті адміністративно-територіальної реформи та ліквідації Балаклійського району, село увійшло до складу новоутвореного Ізюмського району.

## Економіка
В селі є птахо-товарна ферма.

## також
- Перелік населених пунктів, що постраждали від Голодомору 1932-1933, Харківська область